# Jeļena Prokopčuka
Jeļena Prokopčuka, née le 21 septembre 1976 à Riga, est une athlète lettonne spécialiste en course de fond. Elle est surtout connue pour avoir remporté le Marathon de New York en 2005 et 2006.

## Palmarès

### Jeux olympiques
- Jeux olympiques de 2000 à Sydney ( Australie)
  - 9e sur 5 000 m
  - 19e sur 10 000 m
- Jeux olympiques de 2004 à Athènes ( Grèce)
  - 7e sur 10 000 m

### Championnats du monde d'athlétisme
- Championnats du monde d'athlétisme de 2003 à Paris ( France)
  - 10e sur 10 000 m
- Championnats du monde d'athlétisme de 2005 à Helsinki ( Finlande)
  - 12e sur 10 000 m

### Championnats d'Europe d'athlétisme
- Championnats d'Europe d'athlétisme de 1998 à Budapest ( Hongrie)
  - 16e sur 5 000 m
- Championnats d'Europe d'athlétisme de 2002 à Munich ( Allemagne)
  - 5e sur 10 000 m
- Championnats d'Europe d'athlétisme de 2006 à Göteborg ( Suède)
  - 6e sur 10 000 m

### Marathons
- Marathon de New York
  - Vainqueur en 2005 et 2006
  - 3e en 2007 et 2013
  - 4e en 2014
- Marathon d'Osaka
  - Vainqueur en 2005